# قائمة مباريات ديربي تونس العاصمة
هذه قائمة مباريات دربي تونس العاصمة وهي المباراة الكبيرة التي تجمع أكبر ناديين في تونس العاصمة وهما الترجي الرياضي التونسي والنادي الإفريقي. كما يوجد ديربي تونس الصغير يجمع أحد هذين الفريقين مع نادي الملعب التونسي. يمثل كل واحد من الفريقين حيا بمدينة تونس، حي باب السويقة بالنسبة للترجي وحي باب الجديد بالنسبة للنادي الإفريقي. يحتل ديربي تونس العاصمة المرتبة الأولى عربيا والثالث أفريقيا. كانت مقابلات الدربي تدور سابقا في ملعب الشاذلي زويتن، ثم انتقلت إلى الملعب الأولمبي بالمنزه، ومنذ عام 2001 أصبحت تدور في الملعب الأولمبي برادس. يلقب عادة الديربي تونس بلقاء الأجوار ذلك لأن كل واحد من الفريقين حيا بمدينة تونس، حي باب السويقة بالنسبة للترجي وحي باب الجديد بالنسبة للنادي الإفريقي. لعبت 194 مباراة إجمالية 36 قبل الاستقلال 128 في الرابطة التونسية المحترفة الأولى 22 في كأس تونس منها 8 مقابلات في الدور النهائي، مبارتان في كأس السوبر التونسي فاز الإفريقي بكلتاهما ومبارتان في كأس الرابطة التونسية المحترفة وفاز الترجي بكلتاهما، لكن الأفضلية واضحة للترجي إذ أنه فاز في 51 مباراة بينما فاز النادي الإفريقي في 30 مقابلة وانتهت 47 مباراة بالتعادل، أما بخصوص الأهداف فقد سجل الترجي 180 هدف وسجل النادي الإفريقي 142 هدف. يعد طارق ذياب لاعب الترجي الأكثر ظهورا في مقابلات الديربي على مر التاريخ بـ27 مباراة أما الصادق ساسي عتوقة لاعب النادي الإفريقي شارك في 27 ديربي، بالنسبة للهداف فلاعب النادي الإفريقي حسن بعيو يتصدر القائمة بـ9 أهداف يليه لاعب الترجي الشاذلي العويني بـ7 أهداف. كما أن للأجانب نصيب في الديربي إذ يعد الغاني هاريسون أفول كثر الأجانب مشاركة في الديربي برصيد 1 مقابلة، أما لاعبي الترجي الكاميروني جوزيف يانيك ندجيغ والإيفواري كانديا تراوري هما أكثر الأجانب تسجيلا للأهداف برصيد 4 أهداف لكليهما.

## المتنافسان

### الترجي الرياضي التونسي
الترجي الرياضي التونسي هو أقدم نادٍ رياضي متعدد الاختصاصات ينشط في تونس وأكثرها تتويجا محليا في رياضتي كرة القدم وكرة اليد. يضم النادي عدة اختصاصات أخرى هي: الكرة الطائرة، كرة السلة، الملاكمة، المصارعة، الجيدو، السباحة. ويعد فريق كرة القدم للنادي من المتراهنين التقليديين على لقب البطولة صحبة النادي الإفريقي والنجم الرياضي الساحلي والنادي الرياضي الصفاقسي، وتكون مقابلات الدربي التي تجمعه بالنادي الإفريقي ذات نكهة خاصة، ومنذ الاستقلال (1956) فاز الترجي على النادي الإفريقي ب 49 مقابلة مقابل 30 للنادي الإفريقي. فاز بالبطولة 27 مرة، وبالكأس 16 مرة وبالثنائي 4 مرات، آخرها خلال عام 2011 وهو أول ثنائي بعد الثورة، وبذلك يكون الترجي صاحب أكبر عدد من البطولات وكذلك أكبر عدد من الكؤوس في تونس. عرف الفريق قاريا فترته الذهبية في التسعينات بفوزه ب3 ألقاب مختلفة إضافة لكأس السوبر والكأس الأفروآسياوية، كما أحرز لقب رابطة الأبطال الأفريقية مرتين مع وصوله إلى النهائي 6 مرات. وللترجي أرقام قياسية عدة منها أن غريمه التقليدي (النادي الإفريقي) عجز عن الانتصار عليه مدة 10 سنوات متتالية في كل البطولات.

### النادي الإفريقي
النادي الإفريقي (أو الأفريقي) أسس سنة 1920 مقره باب الجديد في قلب العاصمة التونسية. يعد فريق كرة القدم للنادي أحد المتراهنين التقليديين على لقب البطولة إلى جانب منافسيه النادي الرياضي الصفاقسي والنجم الرياضي الساحلي والترجي الرياضي التونسي ويدربه حاليا بارتران مارشان. توج الفريق بإثنتا عشر كأسا وثلاثة عشر بطولة وثلاثة كؤوس سوبر. يضم النادي عدة اختصاصات أخرى أهمها: كرة اليد، كرة السلة، السباحة، كرة الماء. النادي الإفريقي أيضا هو أول فريق تونسي يتحصل على كأس إفريقيا للأندية البطلة في بداية التسعينات سنة 1991 كما فاز بالكأس الأفروآسيوية للأندية سنة 1992 والبطولة العربية للأندية الفائزة بالكؤوس سنة 1995 ودوري أبطال العرب سنة 1997 وكأس شمال أفريقيا للأندية البطلة في مناسبتين سنة 2008 و2010 والكأس المغاربية للأندية البطلة في ثلاث مناسبات سنة 1974 و1975 و1976 والكأس المغاربية للأندية الفائزة بالكؤوس سنة1971. حقق الفريق إنجازا باهرا في موسم 1991-1992 عندما فاز بالبطولة والكأس وكأس إفريقيا للأندية البطلة لكرة القدم والكأس الأفروآسيوية للأندية محققا بذلك الرباعية التاريخية بقيادة الروماني بلاتشي . أبرز اللاعبين الذيم مروا على فريق كرة القدم من التونسيين منير القبائلي - محمد صالح الجديدي -الطاهر الشايبي -الصادق ساسي- مختار النايلي -كمال الشبلي -سامي النصري -فوزي الرويسي -سمير السليمي -عادل السليمي -و من الاجانب فوضيل مغاريا -جزائري -عبد الجليل حدة (كماتشو) مغربي والتوغولي سالو تاجو.

## المواجهات في جميع المسابقات
المفتاح:   فوز الترجي الرياضي التونسي    التعادل    فوز النادي الإفريقي 
المصدر:

### قبل الاستقلال
| الموسم  | المضيف                       | النتيجة                      | الضيف                        | الملعب                       |
| ------- | ---------------------------- | ---------------------------- | ---------------------------- | ---------------------------- |
| 1923–24 | الترجي الرياضي التونسي       | 0 – 3                        | النادي الإفريقي              | الملعب البلدي بأريانة        |
| 1923–24 | النادي الإفريقي              | 0 – 3                        | الترجي الرياضي التونسي       | الملعب البلدي بأريانة        |
| 1924–25 | الفريقيان في أقسام مختلفة    | الفريقيان في أقسام مختلفة    | الفريقيان في أقسام مختلفة    | الفريقيان في أقسام مختلفة    |
| 1925–26 | النادي الإفريقي              | 4 – 1                        | الترجي الرياضي التونسي       | الملعب البلدي بأريانة        |
| 1926–27 | النادي الإفريقي              | 1 – 1                        | الترجي الرياضي التونسي       | الملعب البلدي بأريانة        |
| 1926–27 | الترجي الرياضي التونسي       | 1 – 1                        | النادي الإفريقي              | الملعب البلدي بأريانة        |
| 1927–28 | الترجي الرياضي التونسي       | 2 – 0                        | النادي الإفريقي              | الملعب البلدي بأريانة        |
| 1927–28 | النادي الإفريقي              | 0 – 2                        | الترجي الرياضي التونسي       | الملعب البلدي بأريانة        |
| 1928–32 | الفريقيان في أقسام مختلفة    | الفريقيان في أقسام مختلفة    | الفريقيان في أقسام مختلفة    | الفريقيان في أقسام مختلفة    |
| 1932–33 | الترجي الرياضي التونسي       | 1 – 1                        | النادي الإفريقي              | الملعب البلدي بأريانة        |
| 1932–33 | النادي الإفريقي              | 0 – 2                        | الترجي الرياضي التونسي       | الملعب البلدي بأريانة        |
| 1933–34 | الترجي الرياضي التونسي       | 2 – 1                        | النادي الإفريقي              | الملعب البلدي بأريانة        |
| 1933–34 | النادي الإفريقي              | 0 – 2                        | الترجي الرياضي التونسي       | الملعب البلدي بأريانة        |
| 1934–35 | الترجي الرياضي التونسي       | 0 – 2                        | النادي الإفريقي              | الملعب البلدي بأريانة        |
| 1934–35 | النادي الإفريقي              | 0 – 0                        | الترجي الرياضي التونسي       | الملعب البلدي بأريانة        |
| 1935–36 | النادي الإفريقي              | 0 – 2                        | الترجي الرياضي التونسي       | الملعب البلدي بأريانة        |
| 1935–36 | الترجي الرياضي التونسي       | 2 – 1                        | النادي الإفريقي              | الملعب البلدي بأريانة        |
| 1936–37 | الفريقيان في أقسام مختلفة    | الفريقيان في أقسام مختلفة    | الفريقيان في أقسام مختلفة    | الفريقيان في أقسام مختلفة    |
| 1937–38 | النادي الإفريقي              | 1 – 1                        | الترجي الرياضي التونسي       | الملعب البلدي بأريانة        |
| 1937–38 | الترجي الرياضي التونسي       | 1 – 1                        | النادي الإفريقي              | الملعب البلدي بأريانة        |
| 1938–39 | النادي الإفريقي              | 1 – 0                        | الترجي الرياضي التونسي       | الملعب البلدي بأريانة        |
| 1938–39 | الترجي الرياضي التونسي       | 1 – 1                        | النادي الإفريقي              | الملعب البلدي بأريانة        |
| 1939–40 | لا يوجد بطولة                | لا يوجد بطولة                | لا يوجد بطولة                | لا يوجد بطولة                |
| 1940–41 | لا يوجد بطولة                | لا يوجد بطولة                | لا يوجد بطولة                | لا يوجد بطولة                |
| 1941–42 | الترجي الرياضي التونسي       | 1 – 0                        | النادي الإفريقي              | ملعب الشاذلي زويتن           |
| 1941–42 | النادي الإفريقي              | 2 – 4                        | الترجي الرياضي التونسي       | ملعب الشاذلي زويتن           |
| 1945–44 | لا يوجد بطولة                | لا يوجد بطولة                | لا يوجد بطولة                | لا يوجد بطولة                |
| 1946–47 | الترجي الرياضي التونسي       | 1 – 1                        | النادي الإفريقي              | ملعب الشاذلي زويتن           |
| 1946–47 | النادي الإفريقي              | 0 – 0                        | الترجي الرياضي التونسي       | ملعب الشاذلي زويتن           |
| 1947–48 | الترجي الرياضي التونسي       | 0 – 2                        | النادي الإفريقي              | ملعب الشاذلي زويتن           |
| 1947–48 | النادي الإفريقي              | 1 – 0                        | الترجي الرياضي التونسي       | ملعب الشاذلي زويتن           |
| 1948–49 | النادي الإفريقي              | 3 – 4                        | الترجي الرياضي التونسي       | ملعب الشاذلي زويتن           |
| 1948–49 | الترجي الرياضي التونسي       | 1 – 3                        | النادي الإفريقي              | ملعب الشاذلي زويتن           |
| 1949–50 | الترجي الرياضي التونسي       | 0 – 0                        | النادي الإفريقي              | ملعب الشاذلي زويتن           |
| 1949–50 | النادي الإفريقي              | 1 – 0                        | الترجي الرياضي التونسي       | ملعب الشاذلي زويتن           |
| 1950–51 | الترجي الرياضي التونسي       | 3 – 1                        | النادي الإفريقي              | ملعب الشاذلي زويتن           |
| 1950–51 | النادي الإفريقي              | 2 – 1                        | الترجي الرياضي التونسي       | ملعب الشاذلي زويتن           |
| 1951–52 | النادي الإفريقي              | 2 – 2                        | الترجي الرياضي التونسي       | ملعب الشاذلي زويتن           |
| 1951–52 | لا يوجد بطولة                | لا يوجد بطولة                | لا يوجد بطولة                | لا يوجد بطولة                |
| 1952–53 | الفريقان مستبعدان من البطولة | الفريقان مستبعدان من البطولة | الفريقان مستبعدان من البطولة | الفريقان مستبعدان من البطولة |
| 1953–54 | الترجي الرياضي التونسي       | 2 – 0                        | النادي الإفريقي              | ملعب الشاذلي زويتن           |
| 1953–54 | الترجي الرياضي التونسي       | 4 – 3                        | النادي الإفريقي              | ملعب الشاذلي زويتن           |
| 1954–55 | النادي الإفريقي              | 0 – 1                        | الترجي الرياضي التونسي       | ملعب الشاذلي زويتن           |
| 1954–55 | الترجي الرياضي التونسي       | 4 – 3                        | النادي الإفريقي              | ملعب الشاذلي زويتن           |

1. ↑  يحتفظ الترجي الرياضي التونسي، آخر قسم 2، بمكانه على حساب النادي الإفريقي، بطل القسم 3.
2. ↑  تم نشر النتيجة في جريدة Le petit Matin  يوم 28 نوفمبر، 1933.
3. ↑  تم نشر النتيجة في جريدة Le petit Matin  يوم 26 فبراير 1934
4. ↑  تم نشر النتيجة في جريدة Le petit Matin  يوم 22 أكتوبر 1934
5. ↑  تم نشر النتيجة في جريدة Le petit Matin  يوم 10 فبراير 1935
6. ↑  مباراة خسرها الترجي الرياضي التونسي خارج القواعد

### الرابطة التونسية المحترفة الأولى لكرة القدم
| الموسم  | المضيف                 | النتيجة | الضيف                  | الملعب                  | مصادر         |
| ------- | ---------------------- | ------- | ---------------------- | ----------------------- | ------------- |
| 1955–56 | النادي الإفريقي        | 2 – 1   | الترجي الرياضي التونسي | ملعب الشاذلي زويتن      |               |
| 1955–56 | الترجي الرياضي التونسي | 2 – 1   | النادي الإفريقي        | ملعب الشاذلي زويتن      |               |
| 1956–57 | الترجي الرياضي التونسي | 3 – 0   | النادي الإفريقي        | ملعب الشاذلي زويتن      |               |
| 1956–57 | النادي الإفريقي        | 1 – 1   | الترجي الرياضي التونسي | ملعب الشاذلي زويتن      |               |
| 1957–58 | الترجي الرياضي التونسي | 1 – 1   | النادي الإفريقي        | ملعب الشاذلي زويتن      |               |
| 1957–58 | النادي الإفريقي        | 0 – 0   | الترجي الرياضي التونسي | ملعب الشاذلي زويتن      |               |
| 1958–59 | الترجي الرياضي التونسي | 2 – 1   | النادي الإفريقي        | ملعب الشاذلي زويتن      |               |
| 1958–59 | النادي الإفريقي        | 1 – 1   | الترجي الرياضي التونسي | ملعب الشاذلي زويتن      |               |
| 1959–60 | الترجي الرياضي التونسي | 2 – 1   | النادي الإفريقي        | ملعب الشاذلي زويتن      |               |
| 1959–60 | النادي الإفريقي        | 2 – 1   | الترجي الرياضي التونسي | ملعب الشاذلي زويتن      |               |
| 1960–61 | النادي الإفريقي        | 1 – 2   | الترجي الرياضي التونسي | ملعب الشاذلي زويتن      |               |
| 1960–61 | النادي الإفريقي        | 1 – 2   | الترجي الرياضي التونسي | ملعب الشاذلي زويتن      |               |
| 1961–62 | الترجي الرياضي التونسي | 2 – 1   | النادي الإفريقي        | ملعب الشاذلي زويتن      |               |
| 1961–62 | النادي الإفريقي        | 0 – 2   | الترجي الرياضي التونسي | ملعب الشاذلي زويتن      |               |
| 1962–63 | الترجي الرياضي التونسي | 0 – 0   | النادي الإفريقي        | ملعب الشاذلي زويتن      |               |
| 1962–63 | النادي الإفريقي        | 0 – 1   | الترجي الرياضي التونسي | ملعب الشاذلي زويتن      |               |
| 1963–64 | الترجي الرياضي التونسي | 0 – 0   | النادي الإفريقي        | ملعب الشاذلي زويتن      |               |
| 1963–64 | الترجي الرياضي التونسي | 2 – 0   | النادي الإفريقي        | ملعب الشاذلي زويتن      |               |
| 1964–65 | النادي الإفريقي        | 1 – 1   | الترجي الرياضي التونسي | ملعب الشاذلي زويتن      |               |
| 1964–65 | الترجي الرياضي التونسي | 1 – 1   | النادي الإفريقي        | ملعب الشاذلي زويتن      |               |
| 1965–66 | الترجي الرياضي التونسي | 1 – 0   | النادي الإفريقي        | ملعب الشاذلي زويتن      |               |
| 1965–66 | النادي الإفريقي        | 2 – 0   | الترجي الرياضي التونسي | ملعب الشاذلي زويتن      |               |
| 1966–67 | النادي الإفريقي        | 1 – 1   | الترجي الرياضي التونسي | الملعب الأولمبي بالمنزه |               |
| 1966–67 | الترجي الرياضي التونسي | 0 – 0   | النادي الإفريقي        | الملعب الأولمبي بالمنزه |               |
| 1967–68 | النادي الإفريقي        | 1 – 2   | الترجي الرياضي التونسي | الملعب الأولمبي بالمنزه |               |
| 1967–68 | الترجي الرياضي التونسي | 0 – 2   | النادي الإفريقي        | الملعب الأولمبي بالمنزه |               |
| 1968–69 | النادي الإفريقي        | 0 – 1   | الترجي الرياضي التونسي | الملعب الأولمبي بالمنزه |               |
| 1968–69 | الترجي الرياضي التونسي | 0 – 2   | النادي الإفريقي        | الملعب الأولمبي بالمنزه |               |
| 1969–70 | الترجي الرياضي التونسي | 0 – 1   | النادي الإفريقي        | الملعب الأولمبي بالمنزه |               |
| 1969–70 | الترجي الرياضي التونسي | 2 – 0   | النادي الإفريقي        | الملعب الأولمبي بالمنزه |               |
| 1970–71 | النادي الإفريقي        | 0 – 1   | الترجي الرياضي التونسي | الملعب الأولمبي بالمنزه |               |
| 1970–71 | الترجي الرياضي التونسي | 0 – 0   | النادي الإفريقي        | الملعب الأولمبي بالمنزه |               |
| 1971–72 | النادي الإفريقي        | 0 – 3   | الترجي الرياضي التونسي | الملعب الأولمبي بالمنزه |               |
| 1971–72 | الترجي الرياضي التونسي | 0 – 0   | النادي الإفريقي        | الملعب الأولمبي بالمنزه |               |
| 1972–73 | النادي الإفريقي        | 1 – 0   | الترجي الرياضي التونسي | الملعب الأولمبي بالمنزه |               |
| 1972–73 | الترجي الرياضي التونسي | 2 – 0   | النادي الإفريقي        | الملعب الأولمبي بالمنزه |               |
| 1973–74 | النادي الإفريقي        | 1 – 2   | الترجي الرياضي التونسي | الملعب الأولمبي بالمنزه |               |
| 1973–74 | الترجي الرياضي التونسي | 2 – 0   | النادي الإفريقي        | الملعب الأولمبي بالمنزه |               |
| 1974–75 | النادي الإفريقي        | 1 – 1   | الترجي الرياضي التونسي | الملعب الأولمبي بالمنزه |               |
| 1974–75 | الترجي الرياضي التونسي | 1 – 2   | النادي الإفريقي        | الملعب الأولمبي بالمنزه |               |
| 1975–76 | النادي الإفريقي        | 1 – 0   | الترجي الرياضي التونسي | الملعب الأولمبي بالمنزه |               |
| 1975–76 | الترجي الرياضي التونسي | 0 – 1   | النادي الإفريقي        | الملعب الأولمبي بالمنزه |               |
| 1976–77 | الترجي الرياضي التونسي | 1 – 1   | النادي الإفريقي        | الملعب الأولمبي بالمنزه |               |
| 1976–77 | النادي الإفريقي        | 4 – 3   | الترجي الرياضي التونسي | الملعب الأولمبي بالمنزه |               |
| 1977–78 | الترجي الرياضي التونسي | 0 – 0   | النادي الإفريقي        | الملعب الأولمبي بالمنزه |               |
| 1977–78 | النادي الإفريقي        | 5 – 2   | الترجي الرياضي التونسي | الملعب الأولمبي بالمنزه |               |
| 1978–79 | الترجي الرياضي التونسي | 0 – 1   | النادي الإفريقي        | الملعب الأولمبي بالمنزه |               |
| 1978–79 | النادي الإفريقي        | 1 – 0   | الترجي الرياضي التونسي | الملعب الأولمبي بالمنزه |               |
| 1979–80 | الترجي الرياضي التونسي | 0 – 0   | النادي الإفريقي        | الملعب الأولمبي بالمنزه |               |
| 1979–80 | النادي الإفريقي        | 0 – 0   | الترجي الرياضي التونسي | الملعب الأولمبي بالمنزه |               |
| 1980–81 | الترجي الرياضي التونسي | 1 – 1   | النادي الإفريقي        | الملعب الأولمبي بالمنزه |               |
| 1980–81 | النادي الإفريقي        | 0 – 1   | الترجي الرياضي التونسي | الملعب الأولمبي بالمنزه |               |
| 1981–82 | الترجي الرياضي التونسي | 1 – 1   | النادي الإفريقي        | الملعب الأولمبي بالمنزه |               |
| 1981–82 | الترجي الرياضي التونسي | 2 – 0   | النادي الإفريقي        | الملعب الأولمبي بالمنزه |               |
| 1982–83 | النادي الإفريقي        | 1 – 1   | الترجي الرياضي التونسي | الملعب الأولمبي بالمنزه |               |
| 1982–83 | النادي الإفريقي        | 3 – 1   | الترجي الرياضي التونسي | الملعب الأولمبي بالمنزه |               |
| 1983–84 | الترجي الرياضي التونسي | 0 – 0   | النادي الإفريقي        | الملعب الأولمبي بالمنزه |               |
| 1983–84 | النادي الإفريقي        | 2 – 1   | الترجي الرياضي التونسي | الملعب الأولمبي بالمنزه |               |
| 1984–85 | النادي الإفريقي        | 5 – 1   | الترجي الرياضي التونسي | الملعب الأولمبي بالمنزه |               |
| 1984–85 | الترجي الرياضي التونسي | 1 – 0   | النادي الإفريقي        | الملعب الأولمبي بالمنزه |               |
| 1985–86 | النادي الإفريقي        | 0 – 0   | الترجي الرياضي التونسي | الملعب الأولمبي بالمنزه |               |
| 1985–86 | الترجي الرياضي التونسي | 2 – 1   | النادي الإفريقي        | الملعب الأولمبي بالمنزه |               |
| 1986–87 | النادي الإفريقي        | 1 – 1   | الترجي الرياضي التونسي | الملعب الأولمبي بالمنزه |               |
| 1986–87 | الترجي الرياضي التونسي | 1 – 1   | النادي الإفريقي        | الملعب الأولمبي بالمنزه |               |
| 1987–88 | النادي الإفريقي        | 1 – 1   | الترجي الرياضي التونسي | الملعب الأولمبي بالمنزه |               |
| 1987–88 | الترجي الرياضي التونسي | 0 – 0   | النادي الإفريقي        | الملعب الأولمبي بالمنزه |               |
| 1988–89 | النادي الإفريقي        | 2 – 0   | الترجي الرياضي التونسي | الملعب الأولمبي بالمنزه |               |
| 1988–89 | الترجي الرياضي التونسي | 2 – 0   | النادي الإفريقي        | الملعب الأولمبي بالمنزه |               |
| 1989–90 | الترجي الرياضي التونسي | 4 – 2   | النادي الإفريقي        | الملعب الأولمبي بالمنزه |               |
| 1989–90 | النادي الإفريقي        | 1 – 1   | الترجي الرياضي التونسي | الملعب الأولمبي بالمنزه |               |
| 1990–91 | النادي الإفريقي        | 3 – 0   | الترجي الرياضي التونسي | الملعب الأولمبي بالمنزه |               |
| 1990–91 | الترجي الرياضي التونسي | 0 – 0   | النادي الإفريقي        | الملعب الأولمبي بالمنزه |               |
| 1991–92 | النادي الإفريقي        | 0 – 0   | الترجي الرياضي التونسي | الملعب الأولمبي بالمنزه |               |
| 1991–92 | الترجي الرياضي التونسي | 1 – 2   | النادي الإفريقي        | الملعب الأولمبي بالمنزه |               |
| 1992–93 | النادي الإفريقي        | 2 – 2   | الترجي الرياضي التونسي | الملعب الأولمبي بالمنزه |               |
| 1992–93 | الترجي الرياضي التونسي | 2 – 1   | النادي الإفريقي        | الملعب الأولمبي بالمنزه |               |
| 1993–94 | النادي الإفريقي        | 2 – 2   | الترجي الرياضي التونسي | الملعب الأولمبي بالمنزه |               |
| 1993–94 | الترجي الرياضي التونسي | 2 – 0   | النادي الإفريقي        | الملعب الأولمبي بالمنزه |               |
| 1994–95 | النادي الإفريقي        | 1 – 1   | الترجي الرياضي التونسي | الملعب الأولمبي بالمنزه |               |
| 1994–95 | الترجي الرياضي التونسي | 4 – 0   | النادي الإفريقي        | الملعب الأولمبي بالمنزه |               |
| 1995–96 | النادي الإفريقي        | 1 – 1   | الترجي الرياضي التونسي | الملعب الأولمبي بالمنزه |               |
| 1995–96 | الترجي الرياضي التونسي | 0 – 0   | النادي الإفريقي        | الملعب الأولمبي بالمنزه |               |
| 1996–97 | النادي الإفريقي        | 0 – 2   | الترجي الرياضي التونسي | الملعب الأولمبي بالمنزه |               |
| 1996–97 | الترجي الرياضي التونسي | 1 – 0   | النادي الإفريقي        | الملعب الأولمبي بالمنزه |               |
| 1997–98 | النادي الإفريقي        | 1 – 1   | الترجي الرياضي التونسي | الملعب الأولمبي بالمنزه |               |
| 1997–98 | الترجي الرياضي التونسي | 1 – 2   | النادي الإفريقي        | الملعب الأولمبي بالمنزه |               |
| 1998–99 | النادي الإفريقي        | 0 – 1   | الترجي الرياضي التونسي | الملعب الأولمبي بالمنزه |               |
| 1998–99 | الترجي الرياضي التونسي | 4 – 0   | النادي الإفريقي        | الملعب الأولمبي بالمنزه |               |
| 1999–00 | الترجي الرياضي التونسي | 4 – 0   | النادي الإفريقي        | الملعب الأولمبي بالمنزه |               |
| 1999–00 | النادي الإفريقي        | 1 – 2   | الترجي الرياضي التونسي | الملعب الأولمبي بالمنزه |               |
| 2000–01 | الترجي الرياضي التونسي | 2 – 0   | النادي الإفريقي        | الملعب الأولمبي بالمنزه | [ 11 ] [ 12 ] |
| 2000–01 | النادي الإفريقي        | 1 – 1   | الترجي الرياضي التونسي | الملعب الأولمبي برادس   | [ 13 ] [ 14 ] |
| 2001–02 | الترجي الرياضي التونسي | 3 – 0   | النادي الإفريقي        | الملعب الأولمبي برادس   | [ 15 ] [ 16 ] |
| 2001–02 | النادي الإفريقي        | 1 – 2   | الترجي الرياضي التونسي | الملعب الأولمبي برادس   | [ 17 ] [ 18 ] |
| 2002–03 | الترجي الرياضي التونسي | 2 – 0   | النادي الإفريقي        | الملعب الأولمبي برادس   | [ 19 ] [ 20 ] |
| 2002–03 | النادي الإفريقي        | 0 – 1   | الترجي الرياضي التونسي | الملعب الأولمبي برادس   | [ 21 ] [ 22 ] |
| 2003–04 | الترجي الرياضي التونسي | 0 – 0   | النادي الإفريقي        | الملعب الأولمبي برادس   | [ 23 ] [ 24 ] |
| 2003–04 | النادي الإفريقي        | 1 – 1   | الترجي الرياضي التونسي | الملعب الأولمبي برادس   | [ 25 ] [ 26 ] |
| 2004–05 | الترجي الرياضي التونسي | 1 – 1   | النادي الإفريقي        | الملعب الأولمبي برادس   | [ 27 ] [ 28 ] |
| 2004–05 | النادي الإفريقي        | 2 – 2   | الترجي الرياضي التونسي | الملعب الأولمبي برادس   | [ 29 ] [ 30 ] |
| 2005–06 | الترجي الرياضي التونسي | 2 – 0   | النادي الإفريقي        | الملعب الأولمبي برادس   | [ 31 ] [ 32 ] |
| 2005–06 | النادي الإفريقي        | 1 – 2   | الترجي الرياضي التونسي | الملعب الأولمبي برادس   | [ 33 ] [ 34 ] |
| 2006–07 | الترجي الرياضي التونسي | 1 – 1   | النادي الإفريقي        | الملعب الأولمبي برادس   | [ 35 ] [ 36 ] |
| 2006–07 | النادي الإفريقي        | 1 – 0   | الترجي الرياضي التونسي | الملعب الأولمبي برادس   | [ 37 ] [ 38 ] |
| 2007–08 | النادي الإفريقي        | 1 – 0   | الترجي الرياضي التونسي | الملعب الأولمبي برادس   | [ 39 ] [ 40 ] |
| 2007–08 | النادي الإفريقي        | 1 – 0   | الترجي الرياضي التونسي | الملعب الأولمبي برادس   | [ 41 ] [ 42 ] |
| 2008–09 | الترجي الرياضي التونسي | 2 – 2   | النادي الإفريقي        | الملعب الأولمبي برادس   | [ 43 ] [ 44 ] |
| 2008–09 | النادي الإفريقي        | 3 – 0   | الترجي الرياضي التونسي | الملعب الأولمبي برادس   | [ 45 ] [ 46 ] |
| 2009–10 | الترجي الرياضي التونسي | 1 – 1   | النادي الإفريقي        | الملعب الأولمبي برادس   | [ 47 ] [ 48 ] |
| 2009–10 | النادي الإفريقي        | 0 – 0   | الترجي الرياضي التونسي | الملعب الأولمبي برادس   | [ 49 ] [ 50 ] |
| 2010–11 | الترجي الرياضي التونسي | 2 – 2   | النادي الإفريقي        | الملعب الأولمبي برادس   | [ 51 ] [ 52 ] |
| 2010–11 | الترجي الرياضي التونسي | 2 – 1   | النادي الإفريقي        | الملعب الأولمبي برادس   | [ 53 ] [ 54 ] |
| 2011–12 | النادي الإفريقي        | 1 – 2   | الترجي الرياضي التونسي | الملعب الأولمبي برادس   | [ 55 ] [ 56 ] |
| 2011–12 | الترجي الرياضي التونسي | 3 – 2   | النادي الإفريقي        | الملعب الأولمبي برادس   | [ 57 ] [ 58 ] |
| 2012–13 | النادي الإفريقي        | 2 – 1   | الترجي الرياضي التونسي | الملعب الأولمبي برادس   | [ 59 ] [ 60 ] |
| 2012–13 | الترجي الرياضي التونسي | 3 – 1   | النادي الإفريقي        | الملعب الأولمبي برادس   | [ 61 ] [ 62 ] |
| 2012–13 | الترجي الرياضي التونسي | 1 – 0   | النادي الإفريقي        | الملعب الأولمبي برادس   | [ 63 ] [ 64 ] |
| 2012–13 | الترجي الرياضي التونسي | 1 – 0   | النادي الإفريقي        | الملعب الأولمبي برادس   | [ 65 ] [ 66 ] |
| 2013–14 | النادي الإفريقي        | 2 – 0   | الترجي الرياضي التونسي | الملعب الأولمبي برادس   | [ 67 ] [ 68 ] |
| 2013–14 | الترجي الرياضي التونسي | 2 – 0   | النادي الإفريقي        | الملعب الأولمبي برادس   | [ 69 ] [ 70 ] |
| 2014–15 | الترجي الرياضي التونسي | 2 – 2   | النادي الإفريقي        | الملعب الأولمبي برادس   | [ 71 ] [ 72 ] |
| 2014–15 | النادي الإفريقي        | 1 – 0   | الترجي الرياضي التونسي | الملعب الأولمبي برادس   | [ 73 ] [ 74 ] |
| 2015–16 | النادي الإفريقي        | 0 – 2   | الترجي الرياضي التونسي | الملعب الأولمبي برادس   | [ 75 ] [ 76 ] |
| 2015–16 | الترجي الرياضي التونسي | 2 – 1   | النادي الإفريقي        | الملعب الأولمبي برادس   | [ 77 ] [ 78 ] |
| 2016–17 | الترجي الرياضي التونسي | 1 – 1   | النادي الإفريقي        | الملعب الأولمبي برادس   | [ 79 ] [ 80 ] |
| 2016–17 | النادي الإفريقي        | 1 – 0   | الترجي الرياضي التونسي | الملعب الأولمبي برادس   | [ 81 ] [ 82 ] |
| 2016–17 | الترجي الرياضي التونسي | 2 – 1   | النادي الإفريقي        | الملعب الأولمبي برادس   | [ 83 ] [ 84 ] |
| 2016–17 | الترجي الرياضي التونسي | 2 – 1   | النادي الإفريقي        | الملعب الأولمبي برادس   | [ 85 ] [ 86 ] |
| 2017–18 | الترجي الرياضي التونسي | 1 – 0   | النادي الإفريقي        | الملعب الأولمبي برادس   | [ 87 ] [ 88 ] |
| 2017–18 | النادي الإفريقي        | 2 – 1   | الترجي الرياضي التونسي | الملعب الأولمبي برادس   | [ 89 ] [ 90 ] |
| 2018–19 | الترجي الرياضي التونسي | 2 – 1   | النادي الإفريقي        | ملعب مصطفى بن جنات      | [ 91 ] [ 92 ] |
| 2018–19 | النادي الإفريقي        | 2 – 1   | الترجي الرياضي التونسي | الملعب الأولمبي برادس   | [ 93 ] [ 94 ] |
| 2019–20 | الترجي الرياضي التونسي | 2 – 1   | النادي الإفريقي        | الملعب الأولمبي برادس   | [ 95 ] [ 96 ] |

1. ↑  جاء هيكل البطولة موسم 2012–13 بنظام المجموعتين فلعب كل من الفريقين مبارتان ذهابا و إيابا في دور المجموعتين و مبارتان ذهابا و إيابا في مرحلة البلاي أوف..
2. ↑  جاء هيكل البطولة موسم 2016-17 بنظام المجموعتين فلعب كل من الفريقين مبارتان ذهابا و إيابا في دور المجموعتين و مبارتان ذهابا و إيابا في مرحلة البلاي أوف.

### كأس تونس لكرة القدم
| النسخة | الدور                 | المضيف                 | النتيجة | الضيف                  | الملعب                  | مصادر   |
| ------ | --------------------- | ---------------------- | ------- | ---------------------- | ----------------------- | ------- |
| 1965   | الثمن النهائي         | النادي الإفريقي        | 1 – 0   | الترجي الرياضي التونسي | ملعب الشاذلي زويتن      | [ 97 ]  |
| 1966   | الثمن النهائي         | الترجي الرياضي التونسي | 0 – 0   | النادي الإفريقي        | ملعب الشاذلي زويتن      | [ 98 ]  |
| 1966   | الثمن النهائي (إعادة) | النادي الإفريقي        | 2 – 0   | الترجي الرياضي التونسي | ملعب الشاذلي زويتن      | [ 98 ]  |
| 1967   | الربع نهائي           | الترجي الرياضي التونسي | 2 – 2   | النادي الإفريقي        | الملعب الأولمبي بالمنزه | [ 99 ]  |
| 1967   | الربع نهائي (إعادة)   | النادي الإفريقي        | 1 – 0   | الترجي الرياضي التونسي | الملعب الأولمبي بالمنزه | [ 99 ]  |
| 1969   | النهائي               | النادي الإفريقي        | 2 – 0   | الترجي الرياضي التونسي | الملعب الأولمبي بالمنزه | [ 100 ] |
| 1970   | الثمن النهائي         | الترجي الرياضي التونسي | 1 – 1   | النادي الإفريقي        | الملعب الأولمبي بالمنزه | [ 101 ] |
| 1970   | الثمن النهائي (إعادة) | النادي الإفريقي        | 2 – 0   | الترجي الرياضي التونسي | الملعب الأولمبي بالمنزه | [ 101 ] |
| 1976   | النهائي               | الترجي الرياضي التونسي | 1 – 1   | النادي الإفريقي        | الملعب الأولمبي بالمنزه | [ 102 ] |
| 1976   | النهائي (إعادة)       | النادي الإفريقي        | 0 – 0   | الترجي الرياضي التونسي | الملعب الأولمبي بالمنزه | [ 102 ] |
| 1980   | النهائي               | الترجي الرياضي التونسي | 2 – 0   | النادي الإفريقي        | الملعب الأولمبي بالمنزه | [ 103 ] |
| 1983   | الربع نهائي           | النادي الإفريقي        | 3 – 1   | الترجي الرياضي التونسي | الملعب الأولمبي بالمنزه | [ 104 ] |
| 1986   | النهائي               | الترجي الرياضي التونسي | 0 – 0   | النادي الإفريقي        | الملعب الأولمبي بالمنزه | [ 105 ] |
| 1989   | النهائي               | الترجي الرياضي التونسي | 2 – 0   | النادي الإفريقي        | الملعب الأولمبي بالمنزه | [ 106 ] |
| 1992   | الثمن النهائي         | النادي الإفريقي        | 1 – 0   | الترجي الرياضي التونسي | الملعب الأولمبي بالمنزه | [ 107 ] |
| 1996   | الربع نهائي           | الترجي الرياضي التونسي | 1 – 0   | النادي الإفريقي        | الملعب الأولمبي بالمنزه | [ 108 ] |
| 1998   | نصف النهائي           | النادي الإفريقي        | 1 – 0   | الترجي الرياضي التونسي | الملعب الأولمبي بالمنزه | [ 109 ] |
| 1999   | النهائي               | الترجي الرياضي التونسي | 2 – 1   | النادي الإفريقي        | الملعب الأولمبي بالمنزه | [ 110 ] |
| 2005   | نصف النهائي           | الترجي الرياضي التونسي | 4 – 0   | النادي الإفريقي        | الملعب الأولمبي برادس   | [ 111 ] |
| 2006   | النهائي               | الترجي الرياضي التونسي | 2 – 2   | النادي الإفريقي        | الملعب الأولمبي برادس   | [ 112 ] |
| 2008   | دور الـ32             | النادي الإفريقي        | 1 – 2   | الترجي الرياضي التونسي | الملعب الأولمبي برادس   | [ 113 ] |
| 2016   | النهائي               | النادي الإفريقي        | 0 – 2   | الترجي الرياضي التونسي | الملعب الأولمبي برادس   | [ 114 ] |

1. ↑  فاز النادي الإفريقي بقانون الركنيات 3–1
2. ↑  فاز الترجي الرياضي التونسي بركلات الجزاء الترجيحية 4–1
3. ↑  فاز الترجي الرياضي التونسي بركلات الجزاء الترجيحية 5–4

### كأس السوبر التونسي
المفتاح:      بطل الرابطة المحترفة الأولى      بطل كأس تونس
| الموسم | المضيف          | النتيجة | الضيف                  | الملعب                  |
| ------ | --------------- | ------- | ---------------------- | ----------------------- |
| 1970   | النادي الإفريقي | 1 – 0   | الترجي الرياضي التونسي | الملعب الأولمبي بالمنزه |
| 1979   | النادي الإفريقي | 1 – 0   | الترجي الرياضي التونسي | الملعب الأولمبي بالمنزه |

### كأس الرابطة التونسية المحترفة
| الموسم | المضيف          | النتيجة | الضيف                  | الملعب                |
| ------ | --------------- | ------- | ---------------------- | --------------------- |
| 2007   | النادي الإفريقي | 1 – 3   | الترجي الرياضي التونسي | الملعب الأولمبي برادس |
| 2007   | النادي الإفريقي | 0 – 1   | الترجي الرياضي التونسي | الملعب الأولمبي برادس |

## المباراة الأخيرة
| النادي الإفريقي                    | 2 – 1                                              | الترجي الرياضي التونسي         |
| ---------------------------------- | -------------------------------------------------- | ------------------------------ |
| ياسين الشماخي 29' · منوبي حداد 57' | تقرير نقل تلفزي : الوطنية 1 / قنوات الكأس الرياضية | 43' سعد بقير · 90+3' فرانك كوم |

| النادي الإفريقي | الترجي |

| GK            | 26 | عاطف الدخيلي  |  |  |
| RB            | 28 | يوسف العياشي  |  |  |
| CB            | 3  | علي العابدي   |  |  |
| CB            | 29 | بلال العيفة   |  |  |
| LB            | 22 | حمزة العقربي  |  |  |
| RM            | 7  | أحمد خليل     |  |  |
| CM            | 4  | وسام بن يحيى  |  |  |
| CM            | 6  | غازي العيادي  |  |  |
| LM            | 11 | ياسين الشماخي |  |  |
| CF            | 18 | بلال الخفيفي  |  |  |
| CF            | 9  | وجدي الساحلي  |  |  |
| المدرب:       |    |               |  |  |
| فيكتور زفونكا |    |               |  |  |

| GK            | 1  | رامي الجريدي       |  |  |
| RB            | 22 | أيمن محمود         |  |  |
| CB            | 5  | محمد علي اليعقوبي  |  |  |
| CB            | 12 | سامح الدربالي      |  |  |
| LB            | 20 | حسين الربيع        |  |  |
| CM            | 30 | محمد علي بن رمضان  |  |  |
| CM            | 15 | محمد أمين المسكيني |  |  |
| RW            | 8  | آدم الرجايبي       |  |  |
| AM            | 25 | طيب المزياني       |  |  |
| LW            | 10 | سعد بقير           |  |  |
| CF            | 29 | طه ياسين الخنيسي   |  |  |
| المدرب:       |    |                    |  |  |
| معين الشعباني |    |                    |  |  |

|  | قواعد المباراة: - 90 دقيقة. - سبعة لاعبين على دكّة البدلاء، منهم ثلاثة تبديلات فقط. |